# Mavesyre
Mavesyre er en kropsvæske, der dannes af celler i mavesækkens væg. Den indeholder bl.a. saltsyre, kaliumklorid og natriumklorid. Mavesyrens pH ligger mellem 1,5 og 3,5. Andre celler i mavevæggen udskiller bikarbonat, der tjener til at regulere pH i mavesyren og en slim, der beskytter væggen i mavesækken. 
Mavesyren fungerer som et tidligt led i fordøjelsen, idet syren bidrager til at få proteiner til at denaturere, lige som mavesyren indeholder proteinnedbrydende enzymer, der fungerer godt i det sure miljø. 
Mavesyren tjener også til at dræbe eller hæmme en del bakterier og andre smittekim.
Mavesyren bliver neutraliseret i tolvfingertarmen af udskilt bikarbonat. 
Udskillelsen af mavesyre reguleres delvist af individets forventning om at få mad, delvist af tilstedeværelsen af føde i mavesækken og endelig af forekomsten af tarmindhold i tyndtarmen. 
For megen mavesyre kan føre til ubehag og evt. i forbindelse med svækkelse eller andre problemer af mavens øverste lukkemuskel til ”sure opstød” (refluks), hvor små mængder mavesyre trænger op i spiserøret. For megen mavesyre er dog ingen betingelse for ”sure opstød”. For lidt mavesyre kan føre til fordøjelsesbesvær og til øget risiko for infektioner i fordøjelseskanalen. 
I mange år antog man, at mavesyren var hovedårsagen til udviklingen af mavesår ved at angribe mavesækkens væg i forbindelse med bl.a. stress, men det har siden 1982 været kendt, at mavesår ofte skyldes infektion med bakterien Helicobacter pylori, omkring 60% af tilfældene. Dog er bakterien mere udbredt end mavesår. Faktisk øger for lidt mavesyre risikoen for infektion med bakterien. Lidelser som Zollinger–Ellisons syndrom og hypercalcæmi kan føre til megen mavesyre og evt. mavesår.